# Nevada (Granada)
Nevada es un municipio español, perteneciente a la provincia de Granada, en la comunidad autónoma de Andalucía. Está formado por la unión de las localidades de Laroles, Júbar, Mairena y Picena, siendo estas dos últimas entidades locales autónomas. Está situado en la parte nororiental de la Alpujarra Granadina, a unos 116 km de la capital provincial. Este pueblo limita con los municipios granadinos de Ferreira, Aldeire, Válor y Ugíjar y con los municipios almerienses de Bayárcal y Alcolea. Gran parte de su término municipal se encuentra en el parque nacional de Sierra Nevada.
En 1991 se celebró en Laroles el X Festival de Música Tradicional de la Alpujarra.

## Historia
Laroles, Mairena —con la pedanía de Júbar— y Picena fueron tres municipios independientes hasta que, en 1972, se fusionaron en uno solo llamado Nevada, recayendo la capitalidad municipal en el núcleo laroleño.

## Demografía
Nevada cuenta con una población de 1096 habitantes (INE 2024).
| Gráfica de evolución demográfica de Nevada entre 1981 y 2021 |
| |
| Población de derecho según los censos de población del INE Población de hecho según los censos de población del INEEn 1972 aparece este municipio porque se fusionan los municipios Laroles, Mairena y Picena |

## Economía

### Evolución de la deuda viva municipal
| Gráfica de evolución de Deuda viva del Ayuntamiento de Nevada entre 2008 y 2019                                |
| |
| Deuda viva del Ayuntamiento de Nevada en miles de Euros según datos del Ministerio de Hacienda y Ad. Públicas. |

## Administración y política
Los resultados en Nevada de las elecciones municipales celebradas en mayo de 2023 son:
| Elecciones Municipales - Nevada (2023) | Elecciones Municipales - Nevada (2023)   | Elecciones Municipales - Nevada (2023) | Elecciones Municipales - Nevada (2023) | Elecciones Municipales - Nevada (2023) |
| Partido político                       | Partido político                         | Votos                                  | Votos                                  | Concejales                             |
| -------------------------------------- | ---------------------------------------- | -------------------------------------- | -------------------------------------- | -------------------------------------- |
|                                        | Partido Socialista Obrero Español (PSOE) | 369                                    | 56,85 %                                | 6                                      |
|                                        | Partido Popular (PP)                     | 245                                    | 37,75 %                                | 3                                      |